# Aguilar del Río Alhama
Aguilar del Río Alhama è un comune spagnolo di 711 abitanti situato nella comunità autonoma di La Rioja. Si trova in una zona montuosa di bassa quota, ai piedi del Sistema Iberico. Appartiene alla regione della Rioja Baja ed è bagnata dalle acque del fiume Alhama.